# Бирн, Джон (футболист)
Джон Фредерик Бирн (англ. John Frederick Byrne, 1 февраля 1961 года, Манчестер) — ирландский футболист, нападающий.
Известен выступлениями за клуб «Куинз Парк Рейнджерс», а также национальную сборную Ирландии.

## Клубная карьера
Во взрослом футболе дебютировал в 1979 году выступлениями за команду клуба «Йорк Сити», в которой провел пять сезонов, приняв участие в 175 матчах чемпионата.
Своей игрой за эту команду привлек внимание представителей тренерского штаба клуба «Куинз Парк Рейнджерс», к составу которого присоединился в 1984 году. Сыграл за лондонскую команду следующие четыре сезона своей игровой карьеры. Большинство времени, проведенного в составе «Куинз Парк Рейнджерс», был основным игроком атакующей звена команды.
Впоследствии с 1988 года по 1995 год играл в составе команд клубов «Гавр», «Брайтон энд Хоув Альбион», «Сандерленд», «Миллуолл» и «Оксфорд Юнайтед».
Завершил профессиональную игровую карьеру в клубе «Брайтон энд Хоув Альбион», в составе которого уже выступал ранее. Пришёл в команду в 1995 году, защищал её цвета до прекращения выступлений на профессиональном уровне в 1996 году.

## Карьера в сборной
В 1985 году дебютировал в официальных матчах в составе национальной сборной Ирландии. В течение карьеры в национальной команде, которая длилась 9 лет, провел в футболке главной команды страны 23 матча, забив 4 гола.
В составе сборной был участником чемпионата Европы 1988 года в ФРГ, а также чемпионата мира 1990 года в Италии.